# Fata cinstită
Fata cinstită (venețiană: La putta onorata) este o piesă de teatru de Carlo Goldoni. Este o comedie în 3 acte. A fost publicată în 1748. Piesa a fost aplaudată în teatrul Sant'Angelo în timpul Carnavalului din Veneția din 1749 timp de 22 de nopți la rând.

## Prezentare
Acțiunea are loc în orașul Veneția.
Frumoasa dar săraca și orfana Bettina se îndrăgostește de Pasqualino despre care se crede că este fiul gondolierului Menego. Cu toate acestea, el este fiul negustorului Pantalone de Bisognosi. Pentru a se complica situația, marchizul Ottavio de Ripaverde, deși căsătorit, este îndrăgostit nebunește de Bettina, care ajunge să fie răpită de acesta.
Doar la sfârșitul comediei toate neînțelegerile vor fi rezolvate.

## Personaje
- Ottavio, marchiz de Ripaverde
- Beatrice, soția sa
- Pantalone de Bisognosi, negustor venețian, inițial se crede că acesta este tatăl lui Lelio
- Bettina, fată venețiană protejată de Pantalone
- Catte, spălătoreasă, soția lui Arlecchino și sora Bettinei
- Messer Menego Cainello, barcagiul marchizului, inițial se crede că acesta este tatăl lui Pasqualino
- Lelio, inițial se crede că este fiul lui Pantalone, dar se descoperă că este fiul lui Menego
- Pasqualino, inițial se crede că este fiul lui Menego, dar se descoperă că este fiul lui Pantalone
- Donna Pasqua da Pelestrina, soția lui Menego
- Brighella, servitorul marchizului
- Arlecchino, soțul Cattei
- Nane și Tita, barcagiii
- Scanna, cămătăreasă
- Un tânăr caffettiere, un vânzător de bilete, un căpitan de poliție și oamenii lui